# SBB RABe 511.1
De RABe 511.1 ook wel Stadler KISS genoemd, zijn elektrische dubbeldeks treinstellen bestemd voor het personenvervoer van de Schweizerische Bundesbahnen (SBB).

## Geschiedenis
De SBB verzilverden op 30 juni 2010 de eerste optie van het type RABe 511 bij Stadler Rail. Het gaat hierbij om de bouw van 24 dubbeldeks treinstellen voor gebruik als RegioExpress.
Het eerste treinstel van deze serie reed op 10 juni 2012 als RegioExpress tussen Genève en Lausanne. In totaal zijn 13 treinstellen vanaf 9 december 2012 op dit traject ingezet.

## Constructie en techniek
De balkons bevinden zich op het lagevloergedeelte. De treinstellen bestaan uit twee motorwagens aan de kop en vier tussenrijtuigen zonder aandrijving. Deze hoogte komt overeen met de perronhoogte die bij de S-Bahn Zürich gehanteerd wordt. Deze treinstellen kunnen tot vier stuks gecombineerd rijden. Dit combineren wordt ook mogelijk met treinstellen van de serie RABe 511. De treinstellen zijn uitgerust met luchtvering.

## Treindiensten
De treinen rijden als RegioExpress voor de SBB op de volgende trajecten:
- IR 35: Chur – Landquart – Sargans - Walenstadt - Ziegelbrücke - Pfäffikon - Thawil - Zürich HB - Olten - Bern, alleen op de piekmomenten. Treindienst samen met SOB.
- RE: Zürich - Olten - Bern
- RE: Zürich - Büllach - Schaffhausen
- RE: Annemasse - Geneve - Lausanne - St. Maurice